# Черкасский, Яков Куденетович
Князь Яков Кудене́тович (или Куденекович) Черка́сский (ум. 8 июля 1666) — ближний боярин (1645) и воевода из рода Черкасских. Сын князя-валия Кабарды Куденета Камбулатовича Черкасского (1616—1624). До крещения носил имя Урускан-мурза. Князья Иван Борисович и Василий Карданукович Черкасские приходились ему двоюродными братьями.

## Служба при Михаиле Фёдоровиче
Урускан-мурза приехал в Россию и принял православие. Впервые князь упоминается в первоисточниках 17 мая 1625 года: при отпуске в этот день персидского посольства князь Яков Куденетович Черкасский сидел в меньшей золотой палате среди стольников, на первом месте.
За все время с 1625 по 1645 год князь Яков Куденетович очень редко принимал участие в придворных церемониях и торжествах; вот все случаи, сохранившиеся в разрядных записях:
- 5 (15) февраля 1626 г. он сидел на жениховом месте во время бракосочетания царя Михаила Фёдоровича с Евдокией Лукьяновной Стрешневой;
- в феврале и 17 мая 1631 г. сидел первым стольником в меньшей золотой палате, когда государь принимал шведского посла Антона Монира;
- 21 марта 1635 г. первым «перед Государя пить носил» во время торжественного обеда в честь отъезжавших литовских послов Песочинского и Сапеги;
- 19 мая того же года — на таком же обеде в честь персидского посла;
- 28 января 1643 г. и 28-го января 1644 г. «вина наряжал» на обедах в честь датского королевича Вальдемара.

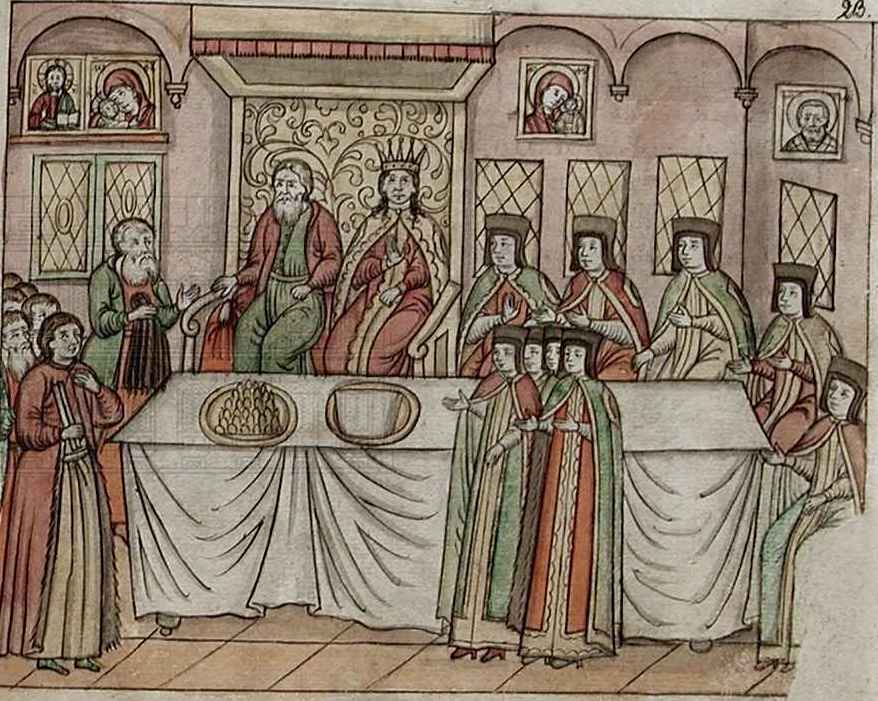
Венчальная процессия царя и Евдокии Лукьяновны Стрешневой, князь Черкасский сидит слева на жениховом месте, рядом с Евдокией

За службу царь Михаил Фёдорович награждал князя Черкасского своим жалованьем: известно, что в 1632 году князю Якову Куденетовичу была пожалована в поместье вотчина Кузьмы Минина село Богородицкое, а в 1633 году ему и князю Ивану Борисовичу Черкасскому был отдан дом Кузьмы Минина, находившийся в Нижнем Новгороде.
Два раза князь Яков Куденетович участвовал в береговой службе в Туле: 1 мая 1641 года государь указал ему ехать туда первым воеводой и принять там начальство над ратными людьми, бывшими там в 1639 году с князем Иваном Борисовичем Черкасским для оберегания русской границы от набегов крымцев и ногайцев; 17 сентября того же года он был отпущен к Москве. 1 мая 1645 года государь опять указал князю Якову Куденетовичу ехать на воеводство, в ту же Тулу, куда 22 июля приехал стольник князь Б. И. Троекуров проведать его уже от имени нового царя.

## Служба при Алексее Михайловиче
Отпущенный, 15 сентября 1645 года, с Тулы к Москве, князь Яков Куденетович, 28 сентября того же года, в коронование царя Алексея Михайловича первым перед ним ходил и вино наряжал при государевом столе, а 29 сентября был пожалован в бояре и сидел за государевым столом в Грановитой палате.
С самого начала царствования Алексея Михайловича князь Яков Куденетович стал принимать очень деятельное участие в жизни двора: он то сопровождал богомольного царя в походах по монастырям, то ездил с царём тешиться в подмосковные села, то обедал у государя по случаю больших праздников или радостных событий в царском семействе, а 16 января 1648 г. при бракосочетании государя с Марьей Ильиничной Милославской был в тысяцких.
В 1649—1650 гг. князь Яков Куденетович управлял Стрелецким и Иноземским приказами и Новой Четью.

## Военная карьера
Польская война, начавшаяся в 1654 году, дала возможность князю Якову Куденетовичу проявить себя в ратном деле: его причисляют к самым выдающимся полководцам царствования Алексея Михайловича. Назначенный первым воеводой большого полка в войске, при котором находился и сам царь, князь Яков Куденетович 17 мая 1654 года выступил из Москвы к Смоленску; Дорогобуж сдался 4 июня без боя, и в конце июня русское войско расположилось под Смоленском; 28 июня сам царь расположился станом в Богдановой околице, а 5 июля перешёл на Девичью Гору.
Отсюда царь послал 9 июля своих воевод ближних, боярина князя Якова Куденетовича Черкасского «с товарищи», на литовского гетмана Януша Радзивилла под Оршу и велел им «промышлять над Радзивиллом, сколько милосердый Бог помощи подаст». В товарищах с князем Яковом Куденетовичем отправились воеводы сторожевого полка князь М. М. Темкин-Ростовский и В. И. Стрешнев, передового полка — князь Н. И. Одоевский и князь Ф. Ю. Хворостинин. Гетман Запорожский Иван Золотаренко должен был идти под Оршу на помощь к князю Черкасскому, но, занятый осадой Гомеля, уже во второй половине августа мог отделить только 1000 казаков под начальством своего брата Василия; в то же время гетману Хмельницкому со стольником А. В. Бутурлиным велено было «промышлять» над коронными и литовскими городами.
Благодаря всем этим распоряжениям, гетман Радзивилл был поставлен в очень затруднительное положение, так как он оказался предоставленным исключительно своим силам, не превышавшим, по известиям польских историков, 8000 человек, в виду многочисленной московской рати. Поэтому Радзивиллу хотя и удалось 2 августа неожиданным ночным нападением нанести чувствительный урон московскому войску, но уже 4 августа, придя к Орше, князь Яков Куденетович мог донести царю, что Радзивилл из-под Орши побежал к Копыси. Взяв Оршу, князь Черкасский двинулся за Радзивиллом к Копыси и занял этот город без сопротивления, так как Радзивилл отступил дальше, а жители Копыси присягнули царю. 7 августа воеводы настигли Радзивилла под Шкловым и разбили его, не прибегая к помощи князя А. Н. Трубецкого, стоявшего в то время за Днепром. Радзивилл отошёл к Борисову.

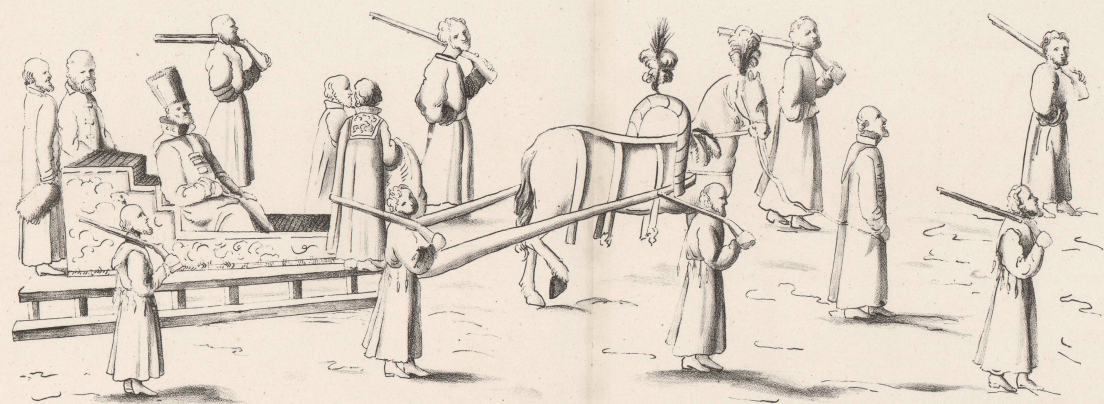
Рисунок из альбоме Мейерберга: Царский экипаж, на запятках стоят Я. К. Черкасский и И. Д. Милославский, XVII в.

Обрадованный этими успехами, царь прислал 11 августа к воеводам князю Якову Куденетовичу с товарищи стольника спросить о здоровье. В погоню за Радзивиллом велено было идти князю А. Н. Трубецкому, а князю Якову Куденетовичу поручено было промышлять над Шкловым, Быховым и другими литовскими городами.
Ещё осенью того же 1654 года посланные князем Черкасским отряды успели взять несколько городов. Так как в Москве с июля 1654 года до начала 1655 года свирепствовала моровая язва, от которой во дворе князя Якова Куденетовича умерло 423 человека из 533, то князю не пришлось на время затишья в военных действиях по случаю холодного времени года возвратиться на отдых в Москву; при том же и царь в письме к нему, 19 января, сообщал о своем намерении в скором времени опять выступить против Польши; 23 января царь писал к Матвееву, что он послал уже по бояр и по всех ратных людей и велел им со всеми запасами идти на службу и ставиться бессрочно, потому что время приспело.
Ранней весной 1655 года Государь отправился в Смоленск, где его уже ожидал князь Яков Куденетович, бывший по-прежнему первым воеводой большого полка, и к лету война была в полном разгаре.
11 июля государь указал князю Якову Куденетовичу с товарищи идти под Вильну, вместе с запорожцами под начальством гетмана Ивана Золотаренки. 29 июля в полумиле от Вильны русские сразились с поляками, бывшими под начальством Радзивилла и Гонсевского, и разбили их, а затем овладели Вильной; 9 августа было взято Ковно, а 29 — Гродно.
По-видимому, князь Яков Куденетович не принимал непосредственного участия в дальнейших военных действиях, а оставался в Вильне при царе, который уже дал было князю приказ послать походных воевод со значительным количеством ратных людей к Варшаве; туда же двинулся и сам князь Черкасский с главными силами. Но поход этот пришлось остановить потому, что на театре войны готовился выступить ещё один противник — шведский король Карл X, успевший овладеть Великой Польшей, Варшавой, Краковом и стремившийся к захвату Белоруссии и Литвы. Столкновение желали предотвратить переговорами, которые поручено было вести князю Якову Куденетовичу.
Через дворянина Лихарева, отправленного 18 августа, князь старался привлечь великого гетмана Литовского князя Радзивилла на сторону царя Алексея Михайловича обещаниями царского жалования и сохранения всех вольностей и веры; но и Радзивилл, а за ним и польный гетман Гонсевский дали уклончивые ответы.
В сентябре князь Черкасский выразил через дворянина Нестерова шведскому генералу графу Делагарди протест против занятия шведами городов, взятых русскими в 1654 и 1655 годах; Делагарди обещал представить дело на усмотрение короля. Между тем успехи русских заставили Гонсевского уже в октябре прислать к князю Якову Куденетовичу запрос о том, не пожелает ли царь заключить мир с королём Яном-Казимиром. Переговоры начались, но о степени участия в них князя Черкасского ничего положительного не известно.
6 апреля 1656 года он был за столом государевым на Москве, куда уехал, должно быть, вместе с царем ещё в ноябре 1655 года. В мае 1656 года указано князю Якову Куденетовичу ехать в Смоленск первым воеводой большого полка против шведского короля. В июне князь двинулся с войском из-под Смоленска против шведов, завоевал много городов, и при осаде Риги стоял со своим 12 000 отрядом в пяти верстах от города, против цитадели, у нынешнего Московского предместья.
Под прикрытием большого полка князя Якова Куденетовича и ертаула-стольника П. В. Шереметева, царь отступил 5 октября 1656 года от Риги к Куконосу; оба воеводы удачно отбили все нападения преследовавших русское войско шведов, за что царь велел их о здоровье спрашивать.

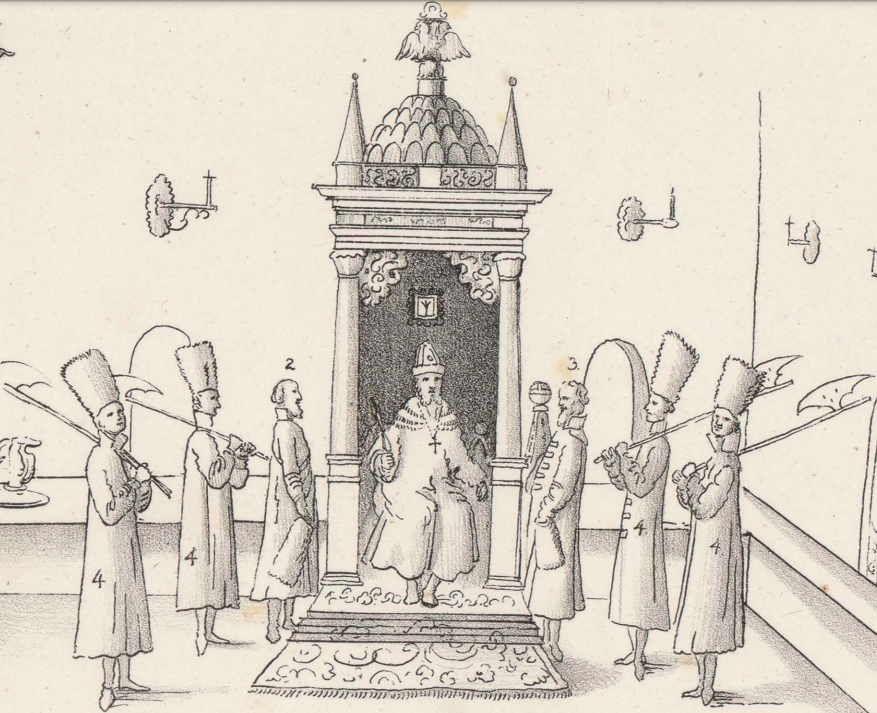
Рисунок из альбоме Мейерберга: Алексей Михайлович на троне, слева от трона Я. К. Черкасский, справа И. Д. Милославский, XVII в.

За промежуток времени с конца 1656 года до 1663 года из деятельности князя Якова Куденетовича сохранилось упоминание только об одном случае, а именно: 7 февраля 1659 года он находился среди немногих близких к царю бояр, когда обсуждались особо важные статьи, касавшиеся сношений с малороссийским гетманом Выговским; очень часто упоминается имя князя Якова в разрядных записях среди гостей за столом у Государя; 12 апреля 1663 года он водил в Вербное Воскресенье осля под Крутицким митрополитом.
Ввиду возобновления войны с Польшей, князю Черкасскому велено было, 16 июня 1663 года, быть на государевой службе в Смоленске первым воеводой. Военные действия против поляков, которыми предводительствовал сам король, предпринявший крупномасштабный поход на Москву, начались в конце 1663 года и сопровождались удачей для князя Якова. Однако, он не сумел воспользоваться стесненным положением польского короля и дал ему уйти в Польшу, вместо того, чтобы взять его со всем его истощенным войском в плен. Эта оплошность и долгое бесполезное стояние то под Смоленском, то под Болховом, только оттягивали возможность скорейшего заключения мира и казались до такой степени непонятными современникам, что они находили вероятным даже предположить какую-то измену со стороны первого воеводы. Правда, по свидетельству Григория Котошихина, находившегося под Смоленском при князе Черкасском, подобное предположение исходило от князя Юрия Алексеевича Долгорукого, хотевшего занять место князя Якова Куденетовича в войске, и было чистейшей клеветой. Во всяком случае царь Алексей Михайлович счел нужным спросить князя Якова о здоровье и в то же время сделать ему выговор за бездействие, но не сместил его сразу.
Для оказания воздействия на польских комиссаров, съезжавшихся в Дуровичах для переговоров о мире, князь Черкасский получил от царя в июне 1664 года приказание идти к Орше. Надо думать, что князь продолжал по-прежнему обнаруживать недостаток энергии, так как в июле 1664 года он был отозван царём в Москву под предлогом, что он должен быть дворовым воеводою во время предполагаемого царского похода в Литву; на его место был назначен князь Ю. А. Долгорукий.
Последние годы своей жизни князь Яков Куденетович провёл вдали от тревог военной жизни, по-видимому, даже в некотором удалении от двора: по крайней мере, в разрядах за все время записан один только случай участия его в церемониях — 9 марта 1665 года он посреди повода держал осла, которого в Вербное Воскресенье вел под митрополитом Сарским и Подонским Павлом царь Алексей Михайлович.
Князь Черкасский умер в Москве 8 июля 1666 года. Похоронен в Новоспасском монастыре в Москве.

## Семья
Князь Черкасский первым браком (с 1624 или 1625) был женат на Марфе Ивановне (ок. 1607 — ок. 1642). Вторая жена (с 1644) Евдокия (ок. 1628 — ок. 1684), дочь боярина князя Семена Васильевича Прозоровского.
Первый брак бездетный, от второго брака дети:
- кнж. Анна Яковлевна (1645/47 — 21.06.1649, Москва, похоронена в Новоспасском монастыре)
- кн. Михаил Яковлевич (ок. 1648 — 28.06.1712), боярин (23.02.1682), женат с 1676 на кнж. Марфе Яковлевне Одоевской (ок. 1660—1699)
- кнж. Евдокия Яковлевна (ок. 1650 — 12.06.1689, похоронена в Воскресенском Горицком монастыре), в инокинях старица Досифея Воскресенского Горицкого монастыря
- кн. Иван Яковлевич (1651/56 — 28.09.1658, Москва, похоронен в Новоспасском монастыре)

## Исторические оценки
Среди лиц, окружавших царя Алексея Михайловича, князь Яков Куденетович был одним из самых заметных. С одной стороны, огромное богатство, увеличившееся особенно после получения в 1642 году наследства от князя Ивана Борисовича Черкасского; с другой — знатность происхождения и родственные связи с сильными людьми; наконец, расположение самого царя давали ему чрезвычайное значение и силу при дворе. Трудно сказать, насколько личные качества князя играли роль при этом, иными словами, насколько он был достоин своего положения. Административные способности его не получили возможности проявиться вследствие кратковременности его службы в приказах. Что же касается военных, то, кажется, редко в русской военной истории допетровского времени военные приготовления были так тщательны и при том неприятель так слаб, как во время войны с Польшей 1653—1665 гг.: этому перевесу силы, а не тонкости стратегических и тактических приемов следует скорее приписать все успехи князя Черкасского; так же было и в войне со Швецией. Насчет того, как пользовался князь Яков Куденетович своим влиянием, прямых свидетельств не сохранилось. Имя его было во всяком случае так же популярно, как имена Никиты Ивановича Романова, князя Ивана Андреевича Голицына и других; народная молва приписывала ему в 1649 году готовность выступить одним из вождей движения, направленного против Морозова и Милославских.